# Detroit Beach
Detroit Beach es un lugar designado por el censo del condado de Monroe, Míchigan, Estados Unidos. Según el censo de 2020, tiene una población de 1957 habitantes.
En los Estados Unidos, un lugar designado por el censo (traducción literal de la frase en inglés census-designated place, CDP) es una concentración de población identificada por la Oficina del Censo exclusivamente para fines estadísticos. 
En este caso, si bien la zona depende administrativamente del municipio de Frenchtown, a todos los efectos prácticos es un barrio de la ciudad de Monroe, de cuyo centro dista solo unos 5 km. 

## Geografía
Está ubicado en las coordenadas 41°55′52″N 83°19′42″O / 41.93111, -83.32833. Según la Oficina del Censo, tiene una superficie total de 1.71 km², de los cuales 1.61 km² corresponden a tierra firme y 0.10 km² están cubiertos de agua.

## Demografía
Según el censo de 2020, hay 1957 personas residiendo en la zona. La densidad de población es de 1215.53 hab./km². El 91.47% de los habitantes son blancos, el 1.07% son afroamericanos, el 0.87% son amerindios, el 0.20% son asiáticos, el 1.23% son de otras razas y el 5.16% son de una mezcla de razas. Del total de la población, el 3.12% son hispanos o latinos de cualquier raza.